# Alois Kaňkovský
Alois Kaňkovský (ur. 19 lipca 1983 w miejscowości Bělkovice-Lašťany) – czeski kolarz torowy i szosowy, dwukrotny medalista torowych mistrzostw świata.

## Kariera
Pierwszy sukces w karierze Alois Kaňkovský osiągnął w 2001 roku, kiedy zdobył trzy medale torowych mistrzostw Europy juniorów, w tym złoty w wyścigu na 1 km. W 2004 roku brał udział w igrzyskach olimpijskich w Atenach zajmując dziesiąte miejsce w wyścigu na 1 km, a w sprincie indywidualnym odpadł już w kwalifikacjach. Trzy lata później, podczas mistrzostw świata w Palma de Mallorca zdobył złoty medal w omnium, wyprzedzając bezpośrednio Argentyńczyka Waltera Péreza i Amerykanina Charlesa Huffa. Był to debiut tej konkurencji na mistrzostwach świata, więc tym samym Kaňkovský został pierwszym w historii mistrzem świata. Na tych samych mistrzostwach wspólnie z Petrem Lazarem Alois zdobył także brązowy medal w madisonie. Na igrzyskach olimpijskich w Pekinie w 2008 roku wystartował tylko w madisonie, kończąc rywalizację na trzynastej pozycji. Pojawił się również na mistrzostwach świata w Kopenhadze w 2010 roku, gdzie był jedenasty w omnium.

## Osiągnięcia

### Kolarstwo szosowe
Opracowano na podstawie:

2010
- 1. miejsce w Grand Prix Hydraulika Mikolasek
- 1. miejsce na 4. etapie Czech Cycling Tour
- 1. miejsce w Central European Tour – Gyomaendröd GP

2011
- 2. miejsce w Tour of Taihu Lake
  - 1. miejsce na 2. i 4. etapie

2012
- 1. miejsce na 2. i 3. etapie Tour of Iran
- 1. miejsce w klasyfikacji punktowej Tour of Taihu Lake
  - 1. miejsce na 2. i 8. etapie
- 1. miejsce w klasyfikacji punktowej Tour of Fuzhou
  - 1. miejsce na 1. etapie

2013
- 1. miejsce w klasyfikacji punktowej Tour of Iran
  - 1. miejsce na 2., 3. i 4. etapie
- 1. miejsce na 3. etapie Tour of China I
- 1. miejsce w Tour of China II
  - 1. miejsce w klasyfikacji punktowej
  - 1. miejsce na 2., 3. i 4. etapie
- 2. miejsce w Tour of Taihu Lake
  - 1. miejsce na 5. i 7. etapie
- 1. miejsce w Tour of Nanjing

2014
- 2. miejsce w Tour of Taihu Lake
  - 1. miejsce na 2. etapie
- 3. miejsce w Tour of Yancheng Costal Wetlands

2015
- 1. miejsce w Memoriale Romana Siemińskiego
- 1. miejsce w Visegrad 4 Bicycle Race Grand Prix Hungary
- 1. miejsce w Visegrad 4 Bicycle Race Grand Prix Slovakia 2015
- 1. miejsce na 3. etapie Wyścigu Solidarności i Olimpijczyków
- 1. miejsce w Memoriale Henryka Łasaka
- 1. miejsce na 1. etapie East Bohemia Tour

2016
- 2. miejsce w Visegrad 4 Bicycle Race Grand Prix Slovakia
- 1. miejsce w Memoriale Andrzeja Trochanowskiego 2016
- 1. miejsce na 2. etapie Szlakiem Grodów Piastowskich
- 1. miejsce w Pucharze Ministra Obrony Narodowej

2017
- 1. miejsce w Visegrad 4 Bicycle Race Grand Prix Slovakia
- 1. miejsce w Memoriale Andrzeja Trochanowskiego
- 1. miejsce w Memoriale Romana Siemińskiego
- 1. miejsce na 3. etapie Wyścigu Solidarności i Olimpijczyków
- 1. miejsce w Dookoła Mazowsza
  - 1. miejsce na 1. i 4. etapie
- 1. miejsce w Pucharze Ministra Obrony Narodowej

2018
- 1. miejsce na 2. etapie Tour du Loir-et-Cher
- 1. miejsce w Visegrad 4 Bicycle Race Grand Prix Czech Republic
- 1. miejsce w Memoriale Andrzeja Trochanowskiego
- 1. miejsce w Memoriale Romana Siemińskiego
- 1. miejsce na 2. etapie Szlakiem Grodów Piastowskich
- 1. miejsce na 2. etapie Grand Prix Cycliste de Gemenc
- 2. miejsce w Dookoła Mazowsza
  - 1. miejsce na 3. etapie
- 1. miejsce na 2. etapie Okolo Jižních Čech
- 12. miejsce w mistrzostwach świata (jazda drużynowa na czas)

2019
- 1. miejsce w Trofej Umag
- 1. miejsce w Visegrad 4 Bicycle Race Grand Prix Poland
- 1. miejsce w Memoriale Andrzeja Trochanowskiego
- 1. miejsce w Memoriale Romana Siemińskiego
- 1. miejsce w Visegrad 4 Bicycle Race Grand Prix Slovakia
- 1. miejsce na 3. etapie Tour of Bihor
- 1. miejsce na etapie 3b Tour de Hongrie

2020
- 2. miejsce w Visegrad 4 Bicycle Race Grand Prix Slovakia

2021
- 2. miejsce w Visegrad 4 Bicycle Race Grand Prix Poland